# Gustavo Fricke
Gustavo Fricke Rivas (* 16. Oktober 1919 in Veracruz, Veracruz) ist ein ehemaliger mexikanischer Fußballspieler auf der Positions des Torwarts, der außerdem maßgeblichen Anteil an der Wiederbelebung des 1953 von der Bildfläche verschwundenen Fußballvereins CD Veracruz im Jahr 1960 hat. 

## Leben
Gustavo Fricke spielte bei Einführung der mexikanischen Profiliga in der Saison 1943/44 für den CD Veracruz und gehörte zwei Jahre später zum Kader der Meistermannschaft in der Saison 1945/46, die erstmals einen Meistertitel in die Hafenstadt am Golf von Mexiko holte.
Die dürftige Quellenlage verrät nicht, ob Fricke auch bei den nächsten Erfolgen, dem Pokalsieg von 1948 oder dem Meistertitel der Saison 1949/50 zum Kader gehörte. Fest steht aber, dass Fricke nach dem Abstieg der Tiburones Rojos im Sommer 1952 mit Atlético de Veracruz einen neuen Verein gründete, dessen Präsident er auch wurde. Weil der neu geschaffene Verein mit sofortiger Wirkung in die Segunda División aufgenommen wurde, waren in der Saison 1952/53 beide Kontrahenten aus Veracruz in der zweiten Liga vertreten. Während der CD Veracruz am Ende der Saison 1952/53 die Zweitligalizenz entzogen bekam und auseinanderfiel, spielte Atlético zu Beginn der Saison 1953/54 weiter in der Segunda División, sah sich aber aufgrund erheblicher Probleme zum vorzeitigen Rückzug aus der Liga gezwungen. Weil dieser im Einvernehmen mit der Liga geschah, hielt man sich das Recht offen, später in die Liga zurückkehren zu dürfen und schuf so die Basis und die Strukturen für die Wiederbelebung des CD Veracruz im Jahr 1960, der ab der Saison 1961/62 wieder in der zweiten Liga antreten durfte, was in erster Linie auf den unermüdlichen Einsatz Frickes zurückzuführen ist. 2008 erhielt er von CD Veracruz eine Ehrung.